# Qstar
Qstar Försäljnings Aktiebolag är en svensk kedja av bensinstationer med säte i Norrköping. Kedjan startade år 1990 av Claes Bergström med en bensinstation i Östra Husby på Vikbolandet utanför Norrköping.  
Qstar automatstationer finns endast i Sverige och då främst på mindre orter och på landsbygden, men även i vissa större städer. Huvudkontoret ligger i Norrköping. Qstar köpte 2008 Bilisten och 2010 Pump och har nu sammanlagt omkring 400 bensinstationer i Sverige. 
Qstar ingår sedan maj 2014 i irländska DCC plc.
Qstar hade 2012 den femte största stationskedjan i Sverige och hade också den femte största marknadsandelen av försålt fordonsbränsle.